# Botrov
Botrov (bulgariska: Ботров) är ett distrikt i Bulgarien.   Det ligger i kommunen Obsjtina Bjala och regionen Ruse, i den nordöstra delen av landet, 300 km öster om huvudstaden Sofia.
Trakten runt Botrov består till största delen av jordbruksmark. Runt Botrov är det ganska glesbefolkat, med 32 invånare per kvadratkilometer.